# Anna Brewster
Anna Brewster (Birmingham, 1 de enero de 1986) es una actriz de cine y modelo británica.

## Biografía
Brewster nació en Moseley, Birmingham. Estudió en St Bernard's RC School, Kings Heath Junior School y en Queensbridge School en Moseley antes de estudiar para sus A Levels en Solihull Six form Collegue. También ha estudiado en la Birmingham School of Acting y en Birmingham School of Speech and Drama. 

### Carrera como actriz
Brewster interpretó a Anita Rutter, cuando tenía tan sólo 15 o 16 años, en Anita and Me (2002), y a Doris en Mrs Henderson Presents (2005). En 2007, interpretó el papel protagonista de Kate Sherman en la miniserie de E4 Nearly Famous, y apareció como Anne Stafford en la serie de televisión The Tudors. En 2009, en un episodio de The Royals protagonizó a Cynthia Grant, y en 2011 a Abby en un episodio de Luther. En diciembre de 2015, apareció como Bazine Netal, espía de la primera Orden en la Guerra de las Galaxias: El Despertar de la Fuerza. De 2015 a 2018, interpretó a Françoise-Athénaïs en la serie Versailles de Canal +. En 2020, Brewster como Shelby Dupree en la película de suspense y acción The Last Days of American Crime.
En 2022 trabajo en la serie "El Presidente 2", interpretando a la secretaria de Joao Havelange, Faye Bossard.

### Carrera como modelo
Brewster ha sido modelo en una amplia gama de ropa de mujeres. Ha trabajado para el diseñador Ben Sherman en un catálogo de otoño/invierno en 2007 para el Reino Unido. Apareció en una campaña para Aquascutum, durante dos temporadas para Hermès, Jigsaw Un/W 2011, Sportsgirl y fue la imagen de Links of London durante una temporada. Además ha hecho sesiones de fotos editoriales para Glamour, y las versiones italiana, japonesa y rusa de Vogue.